# Marienwerder (Barnim)
Marienwerder település Németországban, azon belül Brandenburgban. Lakosainak száma 1710 fő (2023. december 31.). Marienwerder Wandlitz és Biesenthal községekkel határos.

## Népesség
A település népességének változása:
| Lakosok száma | 1758 | 1695 | 1725 | 1696 | 1726 | 1710 |
|               | 2014 | 2017 | 2019 | 2021 | 2022 | 2023 |